# Erroll Garner

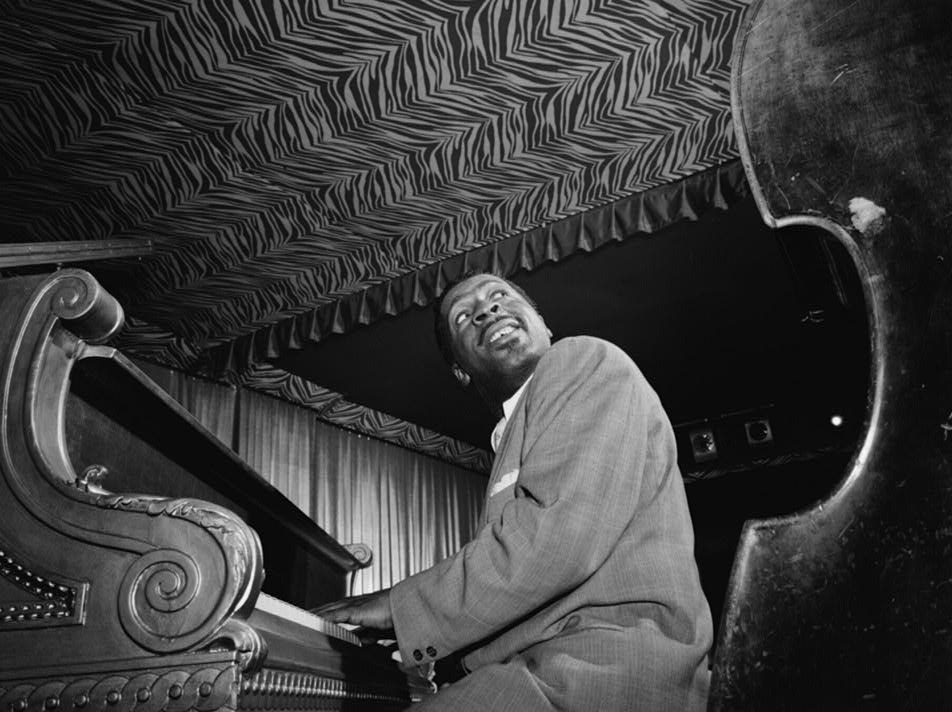
Erroll Garner en Nueva York.

Erroll Garner (Pittsburgh, 15 de junio de 1921 - Los Ángeles, 7 de enero de 1977) fue un pianista estadounidense de jazz, estilísticamente encuadrado en el swing y el bop. A pesar de no saber leer música, fue un músico sofisticado y popular, que mantuvo su estilo inalterado hasta el final de su carrera. 

## Vida y carrera
Nacido con su hermano gemelo Ernest en Pittsburgh, Pensilvania, de una familia afrodescendiente el 15 de junio de 1923, o (según algunas fuentes dicen) 1921, Erroll comenzó a tocar el piano a la edad de tres años.  Asistió a la High School George Westinghouse, al igual que los pianistas Billy Strayhorn y Ahmad Jamal. Garner fue autodidacta y siguió siendo tocando de oído toda su vida - nunca aprendió a leer música. A la edad de siete años, comenzó a aparecer en la estación de radio KDKA en Pittsburgh con un grupo llamado Candy Kids. A la edad de once años tocaba en las barcas de Allegheny. A los catorce años, en 1937, se unió al saxofonista local Leroy Brown.
Tocó localmente a la sombra de su hermano, el pianista Linton Garner y se mudó a Nueva York en 1944. Trabajó brevemente con el bajista Slam Stewart, y aunque no era músico bebop en 1947 tocó con Charlie Parker en el tema "Cool Blues ". Aunque su admisión en el sindicato de música de Pittsburgh fue rechazada inicialmente debido a su incapacidad para leer música, finalmente cedió en 1956 y lo convirtió en un miembro honorario. A Garner se le atribuye una magnífica memoria musical. Después de asistir a un concierto del legendario pianista ruso Emil Gilels, Garner regresó a su apartamento y fue capaz de tocar una gran parte de la música que había oído.
Como era bajo de estatura Garner tenía que colocar guías telefónicas sobre el banco del piano. Otra peculiaridad eran sus vocalizaciones mientras tocaba, que pueden escucharse en muchas de sus grabaciones. Ayudó a salvar la brecha para los músicos de jazz entre los clubes nocturnos y la sala de conciertos. A comienzos de los cincuenta era ya un pianista popular por la accesibilidad de su música. 
Su composición "Misty" se convirtió en un estándar del jazz. Garner trabajó para discográficas como Savoy, Mercury, RCA, Dial, Columbia, EmArcy, ABC-Paramount, MGM, Reprise y su propio sello Octave. 
Garner hizo muchas giras tanto en USA como en el extranjero, y produjo un gran volumen de grabaciones. Él era, según los informes, el músico de jazz favorito de The Tonight Show, de Johnny Carson, apareciendo en el programa de Carson muchas veces a lo largo de los años. Se retiró por motivos de salud a comienzos de 1975.
Erroll Garner murió de paro cardíaco relacionado con un enfisema pulmonar el 2 de enero de 1977. Está enterrado en el cementerio Homewood de Pittsburgh.

## Estilo
Calificado como "uno de los pianistas más reconocibles" por el crítico de jazz Scott Yanow, Garner mostró que un "músico de jazz creativo puede ser muy popular sin diluir su música" o cambiar su estilo personal. Se le conoce como un "virtuoso brillante que sonaba diferente de cualquier otro intérprete", usando un "enfoque orquestal venido directamente desde la era del swing, pero ... abierto a las innovaciones del bop". Su estilo distintivo podría oscilar como ningún otro, pero algunas de sus mejores grabaciones son baladas, como su composición más conocida, "Misty". "Misty" se convirtió rápidamente en un estándar de jazz - y se presentó en la película de Clint Eastwood, Play Misty for Me (1971).
Garner puede haber sido inspirado por el ejemplo de Earl Hines, residente en Pittsburgh, pero 18 años mayor, y había similitudes en su enfoque elástico de la sincronización y el uso de las octavas de la mano derecha. Las primeras grabaciones de Garner también muestran la influencia del estilo de piano sincopado de James P. Johnson y Fats Waller. Garner desarrolló un estilo personal que involucró a su mano derecha tocando detrás del ritmo mientras su izquierda rasgueaba un ritmo constante, creando así despreocupación y tensión en la música. La independencia de sus manos también fue evidenciada por su uso magistral de figuras de tres por cuatro y ritmos cruzados más complicados entre las manos. Garner también improvisaba caprichosas introducciones a piezas que dejaban a los oyentes en suspenso en cuanto a qué tema sería. Sus improvisaciones melódicas se mantuvieron generalmente cerca del tema melódico mientras que emplean nuevas variaciones del acorde.

## Grabaciones
Las primeras grabaciones de Garner se hicieron a finales de 1944 en el apartamento de Timme Rosenkrantz. Estas fueron publicadas posteriormente como una serie de cinco volúmenes: Overture to Dawn en Blue Note Records. Su carrera de la grabación avanzó en los últimos años 40 cuando varios temas tales como "Fine y Dandy", "Skylark" y "Summertime" fueron publicados. Su álbum en vivo 1955, Concert by the Sea fue el álbum de jazz más vendido en su día y cuenta con Eddie Calhoun en el bajo y Denzil Best en la batería. Esta grabación de una actuación en el Sunset Center, una antigua escuela en Carmel-by-the-Sea, California, se hizo con equipos de sonido relativamente primitivos.
Otras obras incluyen los álbumes Long Ago, de 1951 y Far Away,  de 1953, con Wyatt Ruther y Fats Heard y The Happy Piano de 1957. One World Concert fue grabado en la Feria Mundial de Seattle de 1962 y cuenta con Eddie Calhoun en el bajo y Kelly Martin en la batería. Feeling is believing de 1970 y Magician, de 1974 ven a Garner interpretar una serie de estándares clásicos. A menudo el trío se amplió para agregar la percusión latina, generalmente una conga.
En 1964, Garner apareció en el Reino Unido en la serie de música Jazz 625 difundida en el nuevo segundo canal de la BBC. El programa fue presentado por Steve Race, quien presentó el trío de Garner con Eddie Calhoun en el bajo y Kelly Martin en la batería. 
Debido a que Garner no podía escribir sus ideas musicales, solía grabarlas en cinta, para luego ser transcrito por otros. 
El Erroll Garner Club fue fundado en 1982 en Aberlady, Escocia. El 26 de septiembre de 1992 fanes de Garner de Inglaterra, Escocia, Alemania y Estados Unidos se reunieron en Londres para una reunión única e histórica. Los invitados de honor fueron Eddie Calhoun (bajista) y Kelly Martin (batería), la sección rítmica de Erroll de mediados de los años 1950 a mediados de los sesenta. El 15 de junio de 1996, muchos de los mejores fanes del Reino Unido convergieron en Cheltenham para una tarde de comida, música y diversión en lo que habría sido el 75 cumpleaños de Erroll. Esa noche se entristecieron al oír hablar de la muerte de otra leyenda del jazz: Ella Fitzgerald.
El 18 de septiembre de 2015, Concert by the Sea fue reeditado por Sony Legacy en una edición expandida de tres CD que agrega 11 pistas inéditas.
El 30 de septiembre de 2016, 'Ready Take One' fue lanzado en Sony Legacy / Octave con 14 pistas inéditas.

## Discografía
- Serenade To Laura (1945) Savoy MG-12003
- Giants of the Piano (back to back con Art Tatum) (1947 Hollywood recordings con Red Callender y Hal West), Vogue LP LAE 12209
- Early in Paris (1948), Blue Music Group
- Penthouse Serenade (1949)
- Erroll Garner (August 1949), Los Angeles recordings con John Simmons, Alvin Stoller (2 vols Joker LP BM 3718-3719)
- Erroll Garner (no date, c. 1951), con Wyatt Ruther y Fats Heard Philips B 07015 L
- Erroll Garner plays for dancing (no date, c. 1951), Philips B 07622 R
- Solo flight (no date, c. 1951), Philips B 07602 R
- Erroll Garner (AKA Erroll Garner at the Piano) (1951–3 material), con Wyatt Ruther y Fats Heard, Columbia CL535, CBS reedición LP 62311
- Mambo Moves Garner (1954), Mercury MG20055
- Plays Misty (1954), Mercury SR60662
- Gems (1954), Columbia CL583
- Music for Tired Lovers, con Woody Herman vocal (!) (1954), Columbia CL651
- Concert by the Sea (1955), Columbia CL883
- Contrasts (EmArcy, 1955)
- Garnering (EmArcy, 1955)
- Solitaire (1955)
- Afternoon of an Elf (1955), Mercury MG20090
- The One and Only Erroll Garner (1956)
- The Most Happy Piano (1956), Columbia CL939
- He's Here! He's Gone! He's Garner! (1956)
- Gone Garner Gonest (1956)
- The Greatest Garner (1956), Atlantic 1227
- Other Voices, con la Cleveland Orchestra (1957), Columbia CL1014
- Soliloquy (1957), Columbia CL1060
- Erroll Garner - Encores in Hi Fi (1958), Columbia CL 1141
- Paris Impressions Vol.#1 (1958), Columbia CL 1212
- Paris Impressions (1958), Columbia #1216, doble álbum
- Erroll Garner One World Concert (1961), Reprise R9-6080 B
- Informal Piano Improvisations (1962), Baronet B-109
- A New Kind Of Love (1963), Erroll Garner with Full Orchestra, Conducted by Leith Stevens Phillips BL7595
- Erroll Garner/Maxwell Davis Trio: Mr. Erroll Garner and the Maxwell Davis Trio (1964), Crown Records CLP-5404
- Erroll Garner Plays Gershwin and Kern (1964), Mercury 826 224-2
- Serenade in Blue (1964), Clarion 610
- Erroll Garner Amsterdam Concert (concert November 7, 1964), Philips LP BL7717/632 204 BL
- Erroll Garner Plays (1965), Ember LP FA 2011
- Campus Concert (1966), MGM SE-4361
- That's my Kick (1967), MGM SE-4463
- Up in Erroll's Room - featuring the Brass Bed (1968), Vanguard NSLP 28123
- Feeling is Believing (1970), Mercury SR61308
- Gemini (1972), London XPS617
- Magician (1974), London APS640
- Play it Again Erroll (reissued 1974), Columbia CL33424 doble álbum
- The Elf-The Savoy Sessions (1976), Savoy SJL 2207 doble álbum
- Long Ago and Far Away (1987)
- Body and Soul (1991), Columbia CK47035
- The Complete Concert By the Sea (2015), Sony Music Cmg B00ZJ5QXDO
- Ready Take One (2016) Octave Music/Legacy Music 536331

## Biografía
- James M. Doran. Erroll Garner: The Most Happy Piano, Scarecrow Press, 1985. ISBN 978-0-8108-1745-6.